# Jikes
Jikes est un compilateur Java open source. Son développement a cessé en 2004.
Il fut à l'origine développé par IBM, mais il fut rapidement transformé en projet open source par une communauté active de développeurs.